# Mode d'emploi
Un mode d’emploi est un support explicatif du maniement ou du fonctionnement d’un objet ou d’un service. En général, il est fourni gracieusement avec le bien ou le service auquel il se rapporte.
Il peut avoir diverses formes, allant de la simple feuille volante au livre ou au classeur en plusieurs volumes et désormais, surtout pour le matériel informatique, domotique ou les logiciels, comme fichier .pdf, gravé sur un CD, livré avec le produit ou téléchargeable depuis le site web du fabricant, ou encore sous forme de site wiki dédié ou de vidéo. 

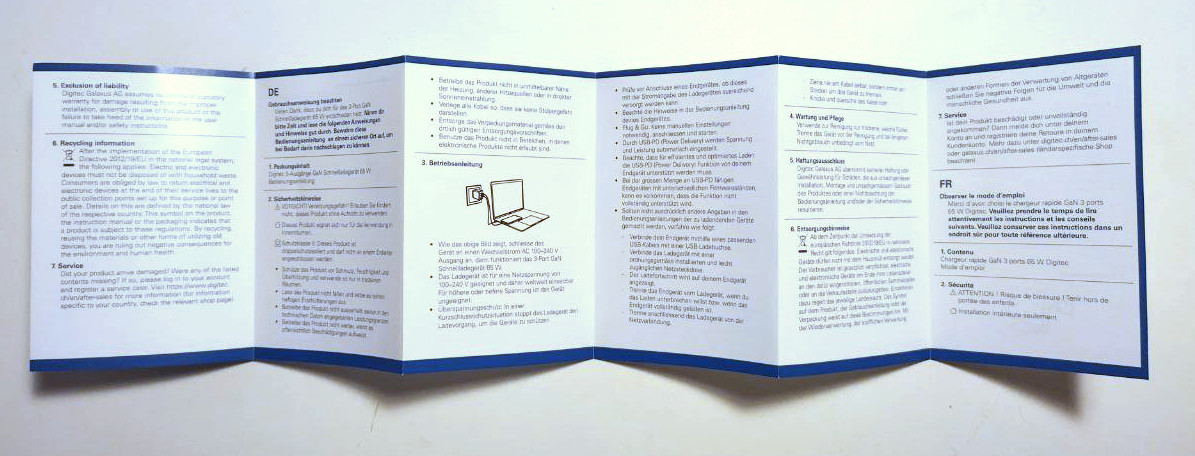
Mini mode d'emploi multi langues d'un appareil électronique

## Nature littéraire
Caractérisé par la nature technique de son discours, il appartient à ce que l’on appelle la « littérature grise » selon la Définition de Luxembourg (1997). 

## Aspect juridique
En France, la jurisprudence impose aux professionnels de fournir un mode d'emploi à l'acheteur, qui doit être rédigé clairement et en langue française, surtout lorsque le produit vendu est d'une utilisation délicate ou dangereuse, et plus généralement, au regard de la responsabilité du fabricant. Cet usage s'appuie sur les dispositions de l'article 1602 du code civil, - ceci, dès son avênement en 1804 - aux termes duquel, tout professionnel vendeur de biens est tenu à l'égard de l'acheteur à une obligation précontractuelle de renseignement.  

## Histoire
L’universitaire allemande Jasmin Meerhoff en fait remonter la naissance à Léonard de Vinci. 
Les modes d’emploi connaissent leur essor le plus vertigineux à partir des années 1950. Ce média devient ainsi un des genres les plus imprimés à travers le monde. Simples notices techniques à l'origine, avec le développement du marketing, ils deviennent un espace supplémentaire permettant de vanter les mérites d'un produit, voire d'animer à l'achat d'accessoires ou d'autres produits.  
Depuis la fin du XXe siècle s'y ajoutent les Mises en garde et Précautions d'emploi